# ریگ‌ددواران
ریگ‌ددواران (نام علمی: Chalicotherioidea) نام یک بالاخانواده از راسته تک‌سم‌سانان است.